# Любберт, Эрих
Эрих Фердинанд Август Любберт (нем. Erich Ferdinand August Lübbert; 4 января 1883, провинция Позен — 19 июля 1963, Виндхук) — немецкий и южноафриканский предприниматель. Являлся руководителем и основателем нескольких алмазодобывающих, транспортных и строительных компаний. Деловой партнёр Эрнста Оппенгеймера. Главный акционер и директор строительной корпорации Dywidag. Политический активист крайне правого направления, член «Стального шлема», штандартенфюрер СА.

## Африканский и германский бизнес
Родился на территории нынешней Польши Изучал юриспруденцию в Берлине и Бреслау. В 1906 получил степень доктора права. Работал юристом в Гамбурге.
В 1910 перебрался в германскую колонию Юго-Западная Африка (ныне Намибия), где открыл адвокатскую контору. Специализировался на горно-хозяйственном праве, консультировал фирмы по добыче алмазов. Состоял в правлениях горнодобывающих и железнодорожных компаний.
Участвовал в Первой мировой войне на территории Юго-Западной Африки, имел звание лейтенанта германских войск. После войны продолжил предпринимательскую деятельность в партнёрстве с недавними военными противниками. В 1920 Эрих Любберт стал директором алмазодобывающей компании Consolidated Diamond Mines of South-West-Africa Limited, деловым партнёром Эрнста Оппенгеймера.
В 1924 Любберт возвратился в Германию. Являлся генеральным директором железнодорожной компании AG für Verkehrswesen. Расширил сеть компании, установил тесное кредитное партнёрство с Dresdner Bank. Основал фирму Dr. Lübbert & Co KG. В 1928 вошёл в состав наблюдательного совета строительной корпорации Dywidag, в 1937 приобрёл контрольный пакет акций.

## Германская политика
Эрих Любберт придерживался крайне правых политических взглядов. Он состоял в консервативно-монархической военизированной организации «Стальной шлем», был членом её экономического совета. Участвовал в Обществе по изучению фашизма, поддерживал НСДАП. Среди руководителей НСДАП Любберт был наиболее близок к Эрнсту Рёму (на Нюрнбергском процессе об этом свидетельствовал Вальтер Функ), имел звание штандартенфюрера СА.
19 ноября 1932 Эрих Любберт подписал коллективное письмо группы предпринимателей президенту Гинденбургу, в котором содержалось предложение назначить Адольфа Гитлера рейхсканцлером.

## Послевоенный германский бизнес и возвращение в Африку
После Второй мировой войны бизнес Эриха Любберта понёс серьёзные потери. Однако Любберт сумел их компенсировать за счёт активного участия в восстановительных работах, прежде всего строительных. Головные конторы Dywidag и AG für Verkehrswesen были перенесены из Берлина в Гамбург.
Впоследствии Любберт вернулся в Юго-Западную Африку, к тому времени находившуюся под оккупацией ЮАР. Жил на ферме Erichsfelde. Продолжал заниматься строительным и горнодобывающим бизнесом. Поддерживал связи с крайне правыми политическими организациями ФРГ, финансировал Немецкую имперскую партию. Получателем субсидий являлся Адольф фон Тадден.
В 1955 Эрих Любберт основал Фонд содействия развитию технических наук. Оказывал спонсорскую поддержку научным и культурным программам Юго-Западной Африки.
Скончался в 80-летнем возрасте, похоронен на своей ферме.
Эрих Любберт характеризуется как один из немногих немецких предпринимателей периода двух мировых войн, которому постоянно сопутствовал успех.